# Georg Ohlson (tecknare)
Georg Fritiof Vilhelm Ohlson, född 24 mars 1906 i Adolf Fredriks församling i Stockholm, död 27 oktober 1984 i Sollentuna församling, var en svensk disponent, tecknare och målare.
Han var son till bokbindaren Johan Magnus Ohlson och Agda Höglund samt från 1937 gift med Alla Elinda Nilsson. Han studerade konst vid Tekniska skolan 1921–1923, Althins målarskola 1924 samt vid Wilhelmsons målarskola 1925–1926 och vid Académie Colarossi i Paris 1926. Som Svenska slöjdföreningens stipendiat genomförde han en studieresa till Frankrike, Spanien och Nordafrika 1930. Han anställdes som tecknare vid Esselte 1928 och blev företagets ateljéchef 1938 för att slutligen bli chef och disponent för dotterbolaget Esselte reklam AB. Vid sidan av sitt arbete vid Esselte var han verksam som teckningslärare vid Stockholms stads mellanskolor 1932–1942. Han var huvudsakligen verksam som bokbandsformgivare och som formgivare av typografiska och liknande layoutarbeten. Som bokkonstnär medverkade han i utställningen 25 utvalda böcker och vid en bokutställning i London 1951 vann han första pris. Som tecknare och illustratör utförde han flera illustrationsuppdrag för skolböcker bland annat illustrerade han Folkskolans läsebok. Som målare utförde han landskapsskildringar i olja eller akvarell. Ohlson är representerad med böcker vid Nationalmuseum.